# Élections législatives de 2020 en Indiana
Les élections législatives de 2020 en Indiana ont lieu le 3 novembre 2020 afin d'élire les 100 membres de la Chambre des représentants de l'État américain de l'Indiana.

## Système électoral
La Chambre des représentants de l'Indiana est la chambre basse de son parlement bicaméral. Elle est composée de 100 sièges pourvus pour deux ans au scrutin uninominal majoritaire à un tour dans autant de circonscriptions.

## Résultats
| Partis                   | Partis                   | Voix      | %   | +/- | Sièges | +/-           |
| ------------------------ | ------------------------ | --------- | --- | --- | ------ | ------------- |
|                          | Parti républicain (R)    |           |     |     | 71     | 4             |
|                          | Parti démocrate (D)      |           |     |     | 29     | 4             |
|                          | Autres partis            |           |     |     | 0      | en stagnation |
|                          | Indépendants             |           |     |     | 0      | en stagnation |
|                          |                          |           |     |     |        |               |
| Votes valides            |                          |           |     |     |        |               |
| Votes blancs et nuls     |                          |           |     |     |        |               |
| Total                    | Total                    |           | 100 | -   | 100    | en stagnation |
| Abstentions              |                          |           |     |     |        |               |
| Inscrits / participation | Inscrits / participation | 4 235 817 |     |     |        |               |